# Cis fagi
Cis fagi es una especie de coleóptero de la familia Ciidae.

## Distribución geográfica
Habita en Alemania y Francia.